# Bernardo de Hoces
Bernardo de Hoces (Trigueros, Huelva, 1609-1685) fue un religioso español carmelita.
Ingresó tempranamente en el monasterio de los carmelitas calzados, y ejerció los puestos de prior, definidor, maestro más antiguo, examinador sinodal, y rector del Colegio de San Alberto en Sevilla.
En 1648 le fue otorgado el cargo de prior del convento de Trigueros, y posteriormente el de decano de la Universidad de Sevilla.

## Obras
- Defensa de la Inmaculada, 1650
- Zelo Pastoral con que nuestro Santísimo Padre Innocencio ... 1683